# Hansell Araúz
Hansell Stiven Araúz Ovares oder kurz Hansell Araúz bzw. Hansell Araúz Ovares (* 9. August 1989 in Puntarenas) ist ein costa-ricanischer Fußballspieler.

## Karriere

### Verein
Araúz begann seine Profikarriere 2010 beim CD Barrio México und spielte ein Jahr später für Santos de Guápiles.
Nachdem er die Saison 2012/13 beim CS Cartaginés verbracht hatte, wechselte er im Sommer 2013 in die türkische Süper Lig zum Aufsteiger Kayseri Erciyesspor.

### Nationalmannschaft
Im Rahmen der Copa América 2011 wurde Araúz in den Turnierkader der Costa-ricanische Fußballnationalmannschaft gewählt, blieb er während des Turniers ohne Spieleinsätz. Im Januar 2014 verließ er wieder Erciyesspor.